# Tracy Robinson

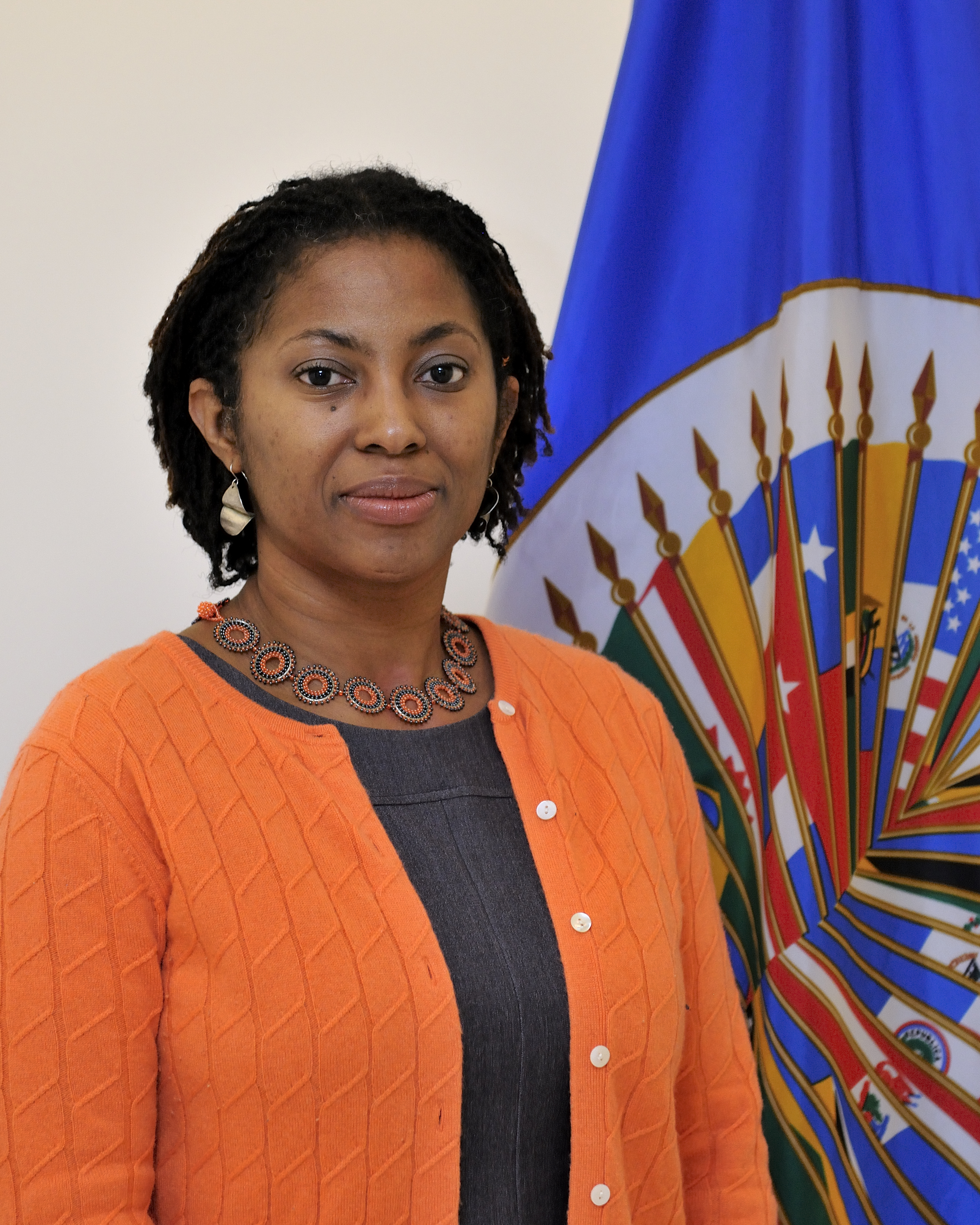
Tracy Robinson

Tracy S. Robinson là luật sư và giảng viên người Jamaica trong Khoa Luật tại Đại học West Indies (UWI). Bà từng là ủy viên của Ủy ban Nhân quyền Liên Mỹ (IACHR) từ năm 2012 đến 2015 và năm 2014 đã được bầu làm chủ tịch của tổ chức. Bà đã từng là Báo cáo viên về Quyền của Phụ nữ kể từ tháng 1 năm 2012 cho Tổ chức các Quốc gia Hoa Kỳ (OAS) và giúp thiết lập Báo cáo viên về quyền của LGBTI, đóng vai trò là Báo cáo viên đầu tiên.

## Tiểu sử
Tracy Robinson lớn lên ở Jamaica, học tại Immaculate Conception High School. Bà tiếp tục học tại Đại học West Indies, vinh dự lấy bằng luật năm 1991. Năm 1992, bà theo học tại Đại học Oxford với tư cách là học giả của Rhodes  lấy bằng cử nhân Luật dân sự. Sau đó bà đã lấy bằng Thạc sĩ Luật tại Đại học Yale.
Robinson là một giảng viên cao cấp tại Đại học West Indies, Mona Campus ở Khoa Luật, nơi bà giảng về giới tính và pháp luật. Trọng tâm của bà là sự bất bình đẳng xã hội và tác động của giới tính và tình dục đối với sự tổn thương và trao quyền hợp pháp. Chuyên môn của bà tập trung vào luật nhân quyền và bao gồm quyền trẻ em, bạo lực trên cơ sở giới tính, tình dục đồng giới và luật pháp, quấy rối tình dục, quyền tình dục và sinh sản, và mại dâm và luật pháp, và tình trạng xã hội dân sự, chính phủ Caribe và liên chính phủ các tổ chức và các tổ chức quốc tế diễn giải và sử dụng luật trong các lĩnh vực này. Bà là người đồng sáng lập Dự án Vận động Quyền của UWI (U-RAP), người đã làm việc để thúc đẩy nhân quyền và công bằng xã hội ở Caribe. U-RAP đã tham gia tranh tụng nhân quyền với các luật sư nhân quyền và các tổ chức nhân quyền. Bà cũng đồng sáng lập và phục vụ như là điều phối viên cho seri Hội thảo Khoa học (FWS), chuyên cung cấp các phân tích và nghiên cứu pháp lý cho các tổ chức, như Tòa án Công lý Caribe và các tòa án phúc thẩm khác nhau.
Là một luật sư, bà đã giải quyết các vấn đề như nghèo đói của phụ nữ và hỗ trợ trẻ em, bảo vệ các nhà bảo vệ nhân quyền đang làm việc về các vấn đề bình đẳng và bình đẳng cho công dân LGBTI vùng Caribe. Robinson đã từng là biên tập viên của Caribbean Law Bulletin và đã viết báo cáo về các chủ đề bao gồm một loạt các vấn đề nhân quyền. Ngoài ra, bà còn làm cố vấn cho chính phủ Caribe và các cơ quan quốc tế như Quỹ Phát triển Phụ nữ và UNICEF của Liên Hợp Quốc về luật pháp và các chủ đề liên quan đến quyền của giới tính và trẻ em.
Bà được bầu làm ủy viên Ủy ban Nhân quyền Liên Mỹ (IACHR) năm 2011, với nhiệm kỳ từ 2012 đến 2015. Đồng thời, bà nhậm chức vào tháng 1 năm 2012 với tư cách là Báo cáo viên của OAS về Quyền của Phụ nữ. Trong nhiệm kỳ của mình, bà đã giúp thiết lập Báo cáo viên về quyền của LGBTI, đóng vai trò là Báo cáo viên đầu tiên và năm 2014 đã được bầu làm Chủ tịch của IACHR cho đến ngày 31 tháng 12 năm 2015.